# ستاره‌ها ۱: ستاره می‌شود
فیلم ستاره می‌شود اولین جلد از سه‌گانه ستاره‌ها به کارگردانی و نویسندگی فریدون جیرانی و تهیه‌کنندگی حمید اعتباریان ساخته سال ۱۳۸۴ است.

## خلاصه فیلم
رفیع گلکار بازیگر قدیمی تئاتر است که دوران پیری را با دختر جوانش پونه زندگی می‌کند. پونه رؤیای ستاره شدن در سینما دارد و…

## بازیگران
| بازیگر           | نقش             |
| ---------------- | --------------- |
| عزت الله انتظامی | رفیع گلکار      |
| اندیشه فولادوند  | پونه گلکار      |
| امین حیایی       | مسعود تکاور     |
| آهو خردمند       | ملوک کاظمی      |
| رضا رویگری       | کارگردان        |
| اصغر نعیمی       | دستیار کارگردان |

## جشنواره‌ها
فیلم ستاره می‌شود در بیست و چهارمین دوره جشنواره فیلم فجر (۱۳۸۴) در سه بخش بهترین فیلمبرداری، بهترین نقش اول مرد و بهترین نقش دوم زن کاندیدا دریافت سیمرغ بلورین بود.
همچنین این فیلم در دوازدهمین دوره جشن خانه سینما موفق به کسب دریافت تندیس در دو بخش نقش اول مرد (عزت‌الله انتظامی) و بهترین صداگذاری و میکس (محمود موسوی‌نژاد) شده‌است.